# 太平洋戦争犠牲者遺族会
太平洋戦争犠牲者遺族会（朝鮮語: 태평양전쟁희생자유족회）は、大韓民国の元慰安婦・元徴用工や遺族による団体である。
梁順任会長は、1991年8月11日に「女子挺身隊の名で戦場に連行され」と朝日新聞紙面で誤報記事を執筆した記者植村隆の義母でもある。

## 歴史
1973年発足。1990年、日本国政府に対し補償を求め提訴した。1992年、社団法人認可。

## 保証金詐欺事件
2011年5月、韓国ソウル市警察は、太平洋戦争犠牲者遺族会や民間請求権訴訟団などの団体幹部39名を詐欺の容疑で摘発した。摘発された団体は慰安婦問題や強制連行問題について活動してきた反日団体で、日本政府から補償金を受け取ってやるといって弁護士費用などの名目で会費15億ウォン（約1億2千万円）をだまし取っており、被害者は3万人に上った。
ソウル市警察の発表によれば梁順任太平洋戦争犠牲者遺族会会長は各種団体への会員を募集する際に「動員犠牲者でなくても当時を生きた者なら誰でも補償を受け取れる」といって勧誘していた。また会員を集めてきた場合には手当を支払うなどしていた。